# La casa del sortilegio
La casa del sortilegio (noto anche come La casa dei sortilegi) è un film per la televisione del 1989, diretto da Umberto Lenzi.
Doveva essere uno degli episodi della serie "Le case maledette", commissionata da Reteitalia (una vecchia società di Mediaset), ma i film non furono mai trasmessi dalla televisione, a causa dei contenuti troppo violenti. La serie comprendeva anche: La casa nel tempo e La dolce casa degli orrori, diretti da Lucio Fulci, e La casa delle anime erranti diretto da Umberto Lenzi.
I film sono usciti in videocassetta, senza nessun tipo di divieto, grazie alla rivista Nocturno, e trasmessi nel 2006 dalla TV satellitare Zone Fantasy, visibile su Sky.

## Trama
Un ragazzo, Luca, è perseguitato da un incubo terribile e inspiegabile; sogna di fuggire finendo in una casa nella campagna dove una strega orribile mette a bollire la sua testa in un calderone d'acqua bollente. Sua moglie, con cui però non va troppo d'accordo, decide di trascorrere un periodo fuori città con Luca per riposare un po'. La casa, però, si rivela la stessa dell'incubo ricorrente; con loro vivono anche un pianista cieco e sua nipote, i proprietari della casa. Ben presto incominceranno una serie di uccisioni misteriose e Luca vedrà la strega del suo incubo compiere ognuno degli omicidi, di cui resterà vittima anche sua moglie. La nipote del pianista si rivelerà in realtà la terribile strega che ossessiona Luca, e il ragazzo finirà decapitato, con la testa in un calderone, proprio come nel suo incubo.